# Stylidium debile
Stylidium debile es una de las comúnmente llamadas "plantas gatillo" es una especie de planta carnívora de familia Stylidiaceae.

## Descripción
Endémica de las zonas costeras de Queensland y New South Wales, Australia esta planta carnívora cuenta con una particularidad que le da su nombre vulgar, sus flores desarrollan una columna floral que "golpea" a los insectos que la visitan con el fin de depositar sobre ellos polen.
Existen dos variedades de esta planta:
- Stylidium debile var. debile Maiden & Betche
- Stylidium debile var. paniculatum Maiden & Betche